# 条斑紫菜
条斑紫菜（学名：Neopyropia yezoensis）一种东亚地区的常见食用海藻，是制作海苔食品的主要原料。条斑紫菜原学名为Porphyra yezoensis，2020年中国和英国的海洋生物学家重新修改了紫菜属（Pyropia）的分类法，描述了一个新物种和四个新属，将条斑紫菜归入Neopyropia新属。

## 形态特征
条斑紫菜具有两个生活世代，即叶状体阶段和丝状体阶段，二者世代交替，在形态上则完全不同。叶状体：藻体叶片状，叶形多为卵形或长卵形，随生长环境有较大的变化。叶体长一般10～25cm，藻体颜色紫红、紫黑或紫褐色。藻体边缘有皱褶。丝状体：条斑紫菜果孢子在春季到初夏从母体放散出来后，随海水漂流，一旦接触到各种软体动物的贝壳或其它含碳酸钙的物体就附着、萌发并钻进贝壳内部蔓延生长，生长成不规则分枝的或弯曲的丝状体。

## 分布
条斑紫菜广泛分布于太平洋西部日本、朝鲜半岛、中国沿海，在中国主要分布于舟山群岛以北的东海、黄海和渤海沿岸，是中国长江以北地区的主要栽培种类。